# Gland (Suïssa)

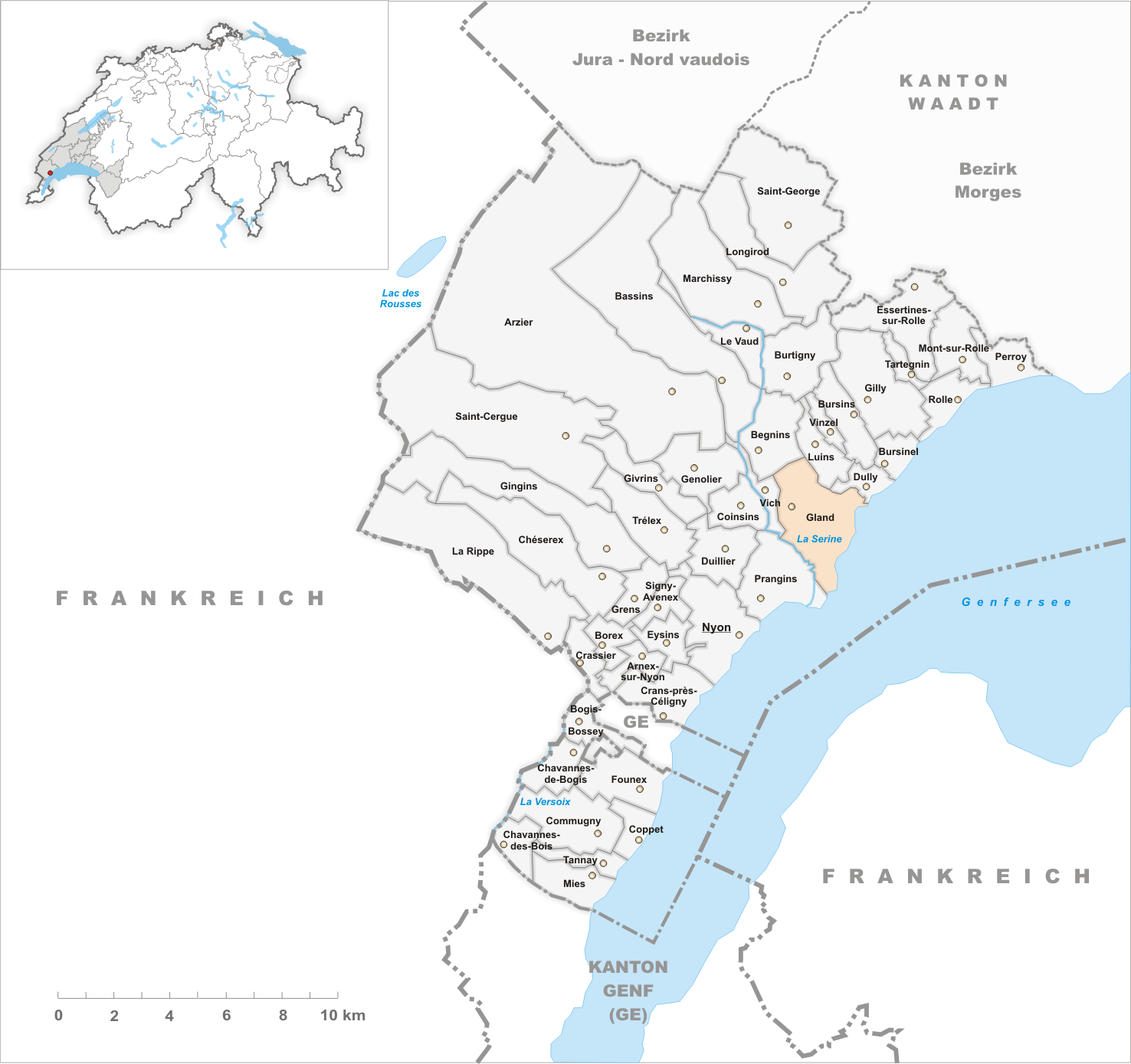
Localització de Gland

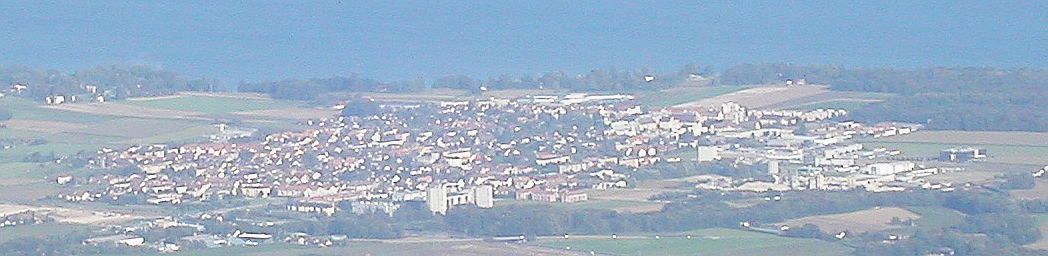
Vista de Gland i del Llac Leman des de La Barillette

Gland és un municipi suís del cantó de Vaud, situat al districte de Nyon. Limita al nord amb Begnins i Luins, a l'est amb Dully, al sud-est amb Yvoire (FR-74) i Nernier (FR-74), al sud-oest amb Prangins i a l'oest amb Vich.

## Organitzacions internacionals
La WWF i la Unió Internacional per a la Conservació de la Natura (UICN) hi tenen llurs seus.

## Habitants cèlebres
- Michael Schumacher, pilot de Fórmula 1.
- Ernesto Bertarelli, empresari.